# Welcome to the Machine
Welcome to the Machine ist ein Song von Pink Floyd, der 1975 auf dem Album Wish You Were Here veröffentlicht wurde. Er wurde von Roger Waters geschrieben. Der Klang ist von Synthesizern und akustischen Gitarren geprägt.

## Aufnahme
Die Aufnahme basiert auf dem pulsierenden Geräusch eines EMS VCS 3 Synthesizers. Zuerst wollte Waters diesen Part auf der Bassgitarre spielen.
Auf der LP beendete das Lied die erste Seite.
David Gilmour hatte Schwierigkeiten, an einer Stelle einen hohen Ton zu erreichen; deshalb ließ man das Band bei der Aufnahme etwas langsamer laufen.

## Besetzung
Musik und Text stammen von Roger Waters.
- David Gilmour – Gesang, Akustikgitarren
- Roger Waters – Bass, EMS VCS 3
- Richard Wright – EMS VCS 3, Hammond-Orgel, ARP-String-Synthesizer, Minimoog
- Nick Mason – Pauke, Becken

## Zitate
“The only time we've ever used tape speed to help us with vocals was on one line of The Machine Song. It was a line I just couldn't reach so we dropped the tape down half a semitone and then dropped the line in on the track.”

„Das einzige Mal, dass wir die Bandgeschwindigkeit verwendeten, um uns beim Gesang zu helfen, war ein Vers des Songs The Machine. Es war ein Vers, den ich einfach nicht schaffen konnte; daher verminderten wir die Bandgeschwindigkeit um einen Halbton und fügten danach den Vers in die Aufnahme ein.“

“It's very hard to get a full synthesiser tone down on tape. If you listen to them before and after they've been recorded, you'll notice that you've lost a lot. And although I like the sound of a synthesiser through an amp, you still lose something that way as well. Eventually what we decided to do was to use D.I. on synthesiser because that way you don't increase your losses and the final result sounds very much like a synthesiser through a stage amp.”

„Es ist sehr schwer, einen vollen Synthesizer-Ton auf Band zu bekommen. Wenn man ihn live hört und dann was aufgezeichnet wurde, wirst du feststellen, dass du viel verloren hast. Und obwohl ich den Klang eines Synthesizers über einen Verstärker mag, verliert man noch etwas auf diese Weise. Schließlich haben wir uns entschlossen, den Synthesizer direkt mit dem Mischpult zu verbinden, weil ein Synthesizer so ziemlich ähnlich wie durch einen Bühnenverstärker klingt und sich die Verluste nicht noch mehr erhöhen.“